# Lewis Bluff
Das Lewis Bluff ist ein 860 m Felsenkliff an der Ruppert-Küste des westantarktischen Marie-Byrd-Lands. Es ragt 11 km südöstlich des Mount McCoy am Zusammenfluss von Paschal-Gletscher und White-Gletscher auf.
Luftaufnahmen entstanden bei der United States Antarctic Service Expedition (1939–1941). Der United States Geological Survey kartierte es zwischen 1959 und 1965. Das Advisory Committee on Antarctic Names benannte es 1966 nach David L. Lewis, Ionosphärenphysiker des United States Antarctic Research Program auf der Byrd-Station im Jahr 1963.